# Den spanske forfatningskrise i 2017 og 2018
Den spanske forfatningskrise 2017–18, også kendt som den catalanske krise, var en politisk konflikt mellem Spaniens regering og Generalitat de Catalunya under den tidligere præsident Carles Puigdemont - regeringen i det autonome område i Catalonien indtil 28. oktober 2017 — om spørgsmålet om catalansk uafhængighed. Det startede efter, at loven, der havde til hensigt at tillade folkeafstemningen i Catalonien om uafhængighed i 2017, blev blokeret af den spanske regering under premierminister Mariano Rajoy og efterfølgende suspenderet af forfatningsdomstolen.  Nogle internationale medier har beskrevet begivenhederne som "en af de værste politiske kriser i moderne spansk historie".

## Forløb
Puigdemonts regering bebudede, at hverken de centrale spanske myndigheder eller domstolene ville stoppe deres planer, og at den alligevel havde til hensigt at afholde afstemningen. Det udløste en retslig reaktion   Den 15. september iværksatte den spanske regering en altomfattende juridisk offensiv for at afværge den kommende afstemning, herunder trusler om en økonomisk overtagelse af meget af det catalanske budget, da de pro-catalanske uafhængighedspartier indledte deres folkeafstemningskampagner. Politiet beslaglagde pro-folkeafstemningen plakater, pjecer og foldere, der var blevet betragtet som ulovlige og kriminelle efterforskninger, der blev beordret på de over 700 lokale borgmestre, der offentligt havde accepteret at hjælpe med at gennemføre en folkeafstemning. Spændinger mellem de to sider nåede et højdepunkt efter, at det spanske politi angreb den catalanske regerings hovedkvarter i Barcelona den 20. september og arresterede fjorten højtstående catalanske embedsmænd. Dette førte til protester uden for den catalanske økonomiafdeling.
Folkeafstemningen blev til sidst afholdt, omend uden at opfylde minimumsstandarder for valg, og valget havde en lav valgdeltagelse Lokale hospitaler rapporterede, at op til 4 personer blev såret, hvoraf 2 var i kritisk tilstand    Det spanske indenrigsministerium rapporterede, at op til 431 politibetjente blev såret, forslået eller endda bidt. 
Den 10. oktober holdt Puigdemont en tvetydig tale i parlamentet i Catalonien, hvor han både erklærede og suspenderede uafhængighed, idet han argumenterede for, at hans skridt var rettet mod at indlede samtaler med Spanien. Den spanske regering afkrævede Puigdemont dennes tydelige tilkendegivelse af, om han havde erklæret uafhængighed eller ej, men fik ikke noget klart svar.   Den 21. oktober blev det bebudet af premierminister Rajoy, at artikel 155 i den spanske forfatning ville blive påberåbt, hvilket førte til direkte styre over Catalonien af den spanske regering, når den først var godkendt af senatet .   
Den 27. oktober afhold det catalanske parlament en hemmelig afstemning om erklæring af uafhængighed fra Spanien. Nogle parlamentarikere boykottede afstemningen, fordi de betragtede den som ulovlig som fastslået af Spaniens forfatningsdomstol.  Som et resultat påkaldte den spanske regering forfatningen for at fjerne de regionale myndigheder og håndhæve direkte styre den efterfølgende dag,    Puigdemont og en del af hans kabinet flygtede til Belgien da den spanske retsadvokat pressede på anklager om sedition, oprør og misbrug af offentlige midler mod dem.   

## Baggrund
Den nylige stigning i støtten til catalansk uafhængighed har rødder i en afgørelse fra forfatningsdomstolen i 2010, der slog ned dele af den regionale statut for autonomi fra 2006, der tildelte regionen nye beføjelser til selvstyre. Afgørelsen kom efter fire års forhandling om en forfatningsmæssig appel indgivet af det konservative Folkeparti (PP) under Mariano Rajoy - dernæst landets næststørste parti, i opposition til regeringen for José Luis Rodríguez Zapateros ' spanske socialistiske arbejderparti - Og blev mødt med vrede og gadeprotester i Catalonien .   Kort efter overtog Partido Popular magten i Spanien, og efter en massiv uafhængighedsdemonstration i Barcelona den 11. september 2012 - Catalonias nationaldag - indkaldte den catalanske regering under Artur Mas til et hurtigt regionalt valg og satte sig for at indlede Cataloniens proces mod uafhængighed. 
Den 9. juni 2017 annoncerede Puigdemont, at den planlagte folkeafstemning om uafhængighed ville blive afholdt den 1. oktober samme år. Den catalanske regering kritiserede den spanske regerings holdning til at nægte at forhandle om en folkeafstemning og beskyldte den for at opføre sig demokratisk. 

## Påstået international indblanding
Den russiske præsident Vladimir Putin fordømte Kataloniens uafhængigheds folkeafstemning som "ulovlig".  En analyse fra George Washington University School of Media and Public Affairs af over fem millioner meddelelser på sociale medier fandt imidlertid, at nogle russiske medier og konti på sociale netværk relateret til Venezuela angiveligt samarbejdede om at sprede negativ propaganda mod den spanske regering dage før og efter folkeafstemning. Ruslands aviser, RT og Sputnik ville bruge venezuelanske sociale bots, der typisk ville fremme den bolivariske regering i Venezuela til at kritisere den spanske regering og politivold mod borgere i Catalonien. Sociale bots, anonyme konti og officielle statlige mediekonti delte 97% af de antispanske meddelelser, mens kun 3% af meddelelserne blev delt af rigtige medlemmer af sociale medier. Forskerne viste bekymring over konklusionerne og oplyste, at "demokratiske systemer har pligt til at undersøge disse tegn og implementere systematiske metoder til overvågning og reaktion på påståede forstyrrelser af udenlandske agenter", og at det syntes, forfatterne af propagandaen er det samme som dem, der angiveligt blandede sig i præsidentvalget og Brexit i 2016. 
Det spanske forsvarsministerium og det spanske udenrigsministerium sagde senere, at det havde bekræftet, at russiske aktører og Venezuela havde forsøgt at destabilisere nationen og Europa ved hjælp af propaganda, selvom det ikke ville bekræfte, om den russiske regering var direkte involveret og advarede om, at lignende fejlinformation kan finde sted ved fremtidige valg.   NATO- embedsmænd fremsatte også bemærkninger om, at Rusland har forsøgt at undergrave vestlige regeringer gennem desinformationskampagner. 